# Янош Хунглер
Янош Хунглер (угор. Hungler János), 19 грудня 1900, Будапешт  — 4 березня 1970, Будапешт) — угорський футболіст, що грав на позиції захисника. Відомий, зокрема, виступами за «Ференцварош» і національну збірну Угорщини

## Клубна кар'єра
У складі клубу «Ференцварош» дебютував у 1920 році, майже одразу закріпившись в основному складі. У тому ж сезоні 1919—20 року основним партнером Яноша по захисту клубу став Геза Такач, у парі з яким вони виступатимуть більше 10 років.
В першій половині 20-х років «Ференцварош» перебував в тіні МТК, що протягом десяти сезонів поспіль не мав рівних в національній першості. «Зелено-білим» вдалося у цей час лише здобути Кубок Угорщини у 1922 році. Другу половину 1924 року Хунглер провів в команді «Маккабі» (Брно), основу якого складали футболісти з Угорщини. «Маккабі» не виступав у місцевому чемпіонаті, а проводив міжнародні турне Європою. Клуб на цьому заробляв хороші гроші, завдяки чому платив високі зарплати своїм гравцям.
На початку 1925 року Янош повернувся до «Ференцвароша», з котрим йому в 1926 році нарешті вдалося перервати гегемонію МТК і стати чемпіоном. Наступний чемпіонат 1927 року став в Угорщині першим професіональним. «Ференцварош» суттєво змінив свій склад у зв'язку з переходом на професіональні рейки і знову упевнено здобув титул чемпіона з відривом у сім очок від «Уйпешта», а також виграв кубок країни.
Ще більш успішним для команди став 1928 рік. Окрім чергових перемог у чемпіонаті і кубку, клуб здобув престижний міжнародний трофей — Кубок Мітропи, турнір для найсильніших клубів Центральної Європи. У 1927 році «Ференцварош» відмовився від участі у цьому турнірі, а ось у 1928 році зіграв і упевнено переміг. У чвертьфіналі команда розгромила югославський БСК — 7:0, 6:1. У півфіналі була переможена австрійська «Адміра» (2:1, 1:0), а у фіналі ще один австрійський клуб  — «Рапід» (7:1, 3:5). Хунглер відіграв в усіх матчах турніру, до того ж виводив свою команду у ролі капітана.
В 1929 році «Ференцварош» відправився у турне Південною Америкою. Протягом липня-серпня 1929 року клуб провів 14 матчів (капітан зіграв в усіх) проти клубних команд і національних збірних Бразилії, Уругваю і Аргентини, здобувши 6 перемог при 6 поразках і 2 нічиїх. Найбільш славною для «Ференцвароша» стала перемога з рахунком 3:2 над діючими дворазовими олімпійськими чемпіонами і майбутніми чемпіонами світу  — збірною Уругваю (щоправда, через тиждень уругвайці взяли впевнений реванш  — 0:3).
В 1930 році Хунглер приєднався до американського клубу «Фолл-Ривер Марксмен», що саме проводив турне Європою. Далі Янош виступав в командах «Будаї 11» і «Кішпешт»
В 1932 році повернувся до «Ференцвароша», з яким за два сезони встигнув виграти ще по одному титулові чемпіона і володаря кубка. У всіх змаганнях Янош Хунглер зіграв у складі рідного клубу 447 матчів (з врахування п'яти у змішаних командах) і забив 9 голів. 206 матчів і 7 голів з них у чемпіонаті, 23 матчі і 1 гол у кубку країни, 6 ігор у Кубку Мітропи і 212 матчів і 1 гол у товариських матчах і інших турнірах.

## Виступи за збірну
1920 року Хунглер дебютував в офіційних матчах у складі національної збірної Угорщини у грі проти збірної Німеччини (0:1). Загалом провів у формі головної команди країни лише 8 матчів. Яноша, як і його постійного напарника по «Ференцварошу» Гезу Такача, не часто викликали у збірну через дуже сильну конкуренцію. На двох позиціях у захисті в основному виступали знамениті брати Карой і Йожеф Фоглі з «Уйпешта» або ж капітан МТК Дьюла Манді. Крім офіційних матчів за збірну, на рахунку Хунглера є три неофіційних у 1928 і 1929 роках.

## Сім'я
Старший брат Яноша  — Йожеф Хунглер (1896 року народження) або ж Хунглер І, також був футболістом і виступав у складі «Ференцвароша». В 1920—1924 роках він зіграв за команду в усіх змаганнях 39 матчів (15 у чемпіонаті). Йожеф також був захисником, тому більшість своїх матчів за «Ференцварош» провів у парі з братом.
Також футболістом був і молодший брат Імре Хунглер (1902 року народження) або ж Хунглер ІІІ. Він у сезоні 1923—24 зіграв 6 матчів (одна у чемпіонаті) за «Ференцварош», а пізніше виступав у вищому дивізіоні за команду «Кішпешт». Грав на позиції півзахисника.

## Статистика виступів

### Клубна кар'єра у «Ференцвароші»
| Клуб              | Сезон             | Чемпіонат | Чемпіонат | Чемпіонат | Кубок  | Кубок | Кубок | Кубок Мітропи | Кубок Мітропи | Кубок Мітропи | Товариські матчі | Товариські матчі | Товариські матчі |
| Клуб              | Сезон             | Ліга      | Матчі     | Голи      | Турнір | Матчі | Голи  | Турнір        | Матчі         | Голи          | Матчі            | Голи             |                  |
| ----------------- | ----------------- | --------- | --------- | --------- | ------ | ----- | ----- | ------------- | ------------- | ------------- | ---------------- | ---------------- | ---------------- |
| «Ференцварош»     | 1919/20           | Д-1       | 11        | 0         |        |       |       |               |               |               | 16               | 0                |                  |
| «Ференцварош»     | 1920/21           | Д-1       | 22        | 3         |        |       |       |               |               |               | 10               | 0                |                  |
| «Ференцварош»     | 1921/22           | Д-1       | 18        | 2         | КУ     | 3     | 0     |               |               |               | 21               | 1                |                  |
| «Ференцварош»     | 1922/23           | Д-1       | 19        | 0         | КУ     | 2     | 0     |               |               |               | 16               | 0                |                  |
| «Ференцварош»     | 1923/24           | Д-1       | 22        | 1         |        |       |       |               |               |               | 20               | 0                |                  |
| «Ференцварош»     | 1924/25           | Д-1       | 14        | 0         | КУ     | 5     | 1     |               |               |               | 11               | 0                |                  |
| «Ференцварош»     | 1925/26           | Д-1       | 23        | 1         | КУ     | -     | -     |               |               |               | 13               | 0                |                  |
| «Ференцварош»     | 1926/27           | Д-1       | 17        | 0         | КУ     | 3     | 0     |               |               |               | 28               | 0                |                  |
| «Ференцварош»     | 1927/28           | Д-1       | 22        | 0         | КУ     | 5     | 0     | КМ            | 6             | 0             | 32               | 0                |                  |
| «Ференцварош»     | 1928/29           | Д-1       | 9         | 0         | -      | -     | -     |               |               |               | 9                | 0                |                  |
| «Ференцварош»     | 1929/30           | Д-1       | 11        | 0         | КУ     | 2     | 0     | КМ            | 0             | 0             | 16               | 0                |                  |
| «Ференцварош»     | 1932/33           | Д-1       | 14        | 0         | КУ     | 3     | 0     |               |               |               | 14               | 0                |                  |
| «Ференцварош»     | 1933/34           | Д-1       | 4         | 0         | КУ     | 0     | 0     | КМ            | 0             | 0             | 8                | 0                |                  |
| Всього за кар'єру | Всього за кар'єру | —         | 206       | 7         | —      | 23    | 1     | -             | 6             | 0             | 212              | 1                |                  |

### Статистика виступів за збірну
| Дата       | Місто    | Господарі      | Результат | Гості     | Турнір           | Голи | Примітки |
| ---------- | -------- | -------------- | --------- | --------- | ---------------- | ---- | -------- |
| 24/10/1920 | Берлін   | Німеччина      | 1 – 0     | Угорщина  | товариський матч | -    |          |
| 24/04/1921 | Відень   | Австрія        | 4 – 1     | Угорщина  | товариський матч | -    |          |
| 28/10/1923 | Будапешт | Угорщина       | 2 – 1     | Швеція    | товариський матч | -    |          |
| 20/09/1925 | Будапешт | Угорщина       | 1 – 1     | Австрія   | товариський матч | -    |          |
| 04/10/1925 | Будапешт | Угорщина       | 0 – 1     | Іспанія   | товариський матч | -    | 38'      |
| 10/04/1927 | Будапешт | Угорщина       | 3 – 0     | Югославія | товариський матч | -    | 54'      |
| 24/04/1927 | Прага    | Чехословаччина | 4 – 1     | Угорщина  | товариський матч | -    |          |
| 25/03/1928 | Будапешт | Угорщина       | 2 – 1     | Югославія | товариський матч | -    |          |
| Усього     |          | Матчів         | 8         |           | Голів            | 0    |          |

## Титули і досягнення

### Як гравця
- Володар Кубка Мітропи: 1928
- Чемпіон Угорщини: 1925-26, 1926–27, 1927–28, 1933–34
- Срібний призер Чемпіонату Угорщини: 1921–22, 1923–24, 1924–25, 1928–29, 1929–30
- Бронзовий призер Чемпіонату Угорщини: 1919–20, 1920–21, 1922–23, 1932–33
- Володар Кубка Угорщини: 1922, 1927, 1928, 1933